# Abdij van Kaisheim
De abdij van Kaisheim was een tot de Zwabische Kreits behorende abdij binnen het Heilige Roomse Rijk.
In 1133 stichtten de graven van Lechsgemünd op hun gebied het cisterciënzer klooster Kaisheim (oorspronkelijk Kegesheim). De regel van de orde liet geen kloostervoogdij toe, maar keizer Karel IV bevestigde toch de vrijheid van voogdij in 1370. De vrijheid van het klooster werd in de vijftiende eeuw bedreigd door het hertogdom Beieren-Ingolstadt. in 1756 wist de abt een eind te maken aan de aanspraak van Palts-Neuburg op de voogijd en werd het klooster rijksvrij. De abt werd toen toegelaten tot het College van Zwabische Rijksprelaten in de Rijksdag. In de zeventiende eeuw was de abt al wel vertegenwoordigd in de Rijksdag via het College van Rijksprelaten van de Rijn.
In de achttiende eeuw functioneerden de strenge ordensregels niet meer: de abten waren pronkzuchtige vorsten en de monniken verlichte koorheren geworden.
Paragraaf 2 van de Reichsdeputationshauptschluss van 25 februari 1803 kende de abdij toe aan het keurvorstendom Beieren.

## Gebied
- pleegambt Biberachzell met de heerlijkheden Biberach, Zell, Biberberg en Oberhausen
- pleegambten Lauingen, Nördlingen en Stotzingen

## Regenten
- 1133-1155: Udalrich (Ulrich I)
- 1155-1165: Koenraad I
- 1165-1174: Diethelm
- 1174-1194: Albert
- 1194-1210: Ebbo (Ebo)
- 1210-1228: Koenraad II
- 1228-1239: Hendrik I
- 1239-1251: Richard
- 1251-1262: Wolvich (Volkwich)
- 1262-1266: Hendrik II
- 1266-1287: Trutwin
- 1287-1302; Hendrik III
- 1302-1320: Johan I Chonold (Konold)
- 1320-1339: Ulrich II Zoller
- 1339-1360: Ulrich III Nubling
- 1360-1379: Johan II Zauer
- 1379-1400: Johan III Molitor (Müller)
- 1400-1422: Johan IV Scherb (Scharb)
- 1422-1427: Kraft von Hochstadt (Krafto von Höchstädt)
- 1427-1440: Leonhard Weinmayer (Weinmayr)
- 1440-1458: Nikolaas Kolb
- 1458-1479: Georg I Schmidlin
- 1479-1490: Johan V Vister (Vischess)
- 1490-1509: Georg II Kastner
- 1509-1540: Koenraad III Reutter (Reuter)
- 1540-1575: Johan VI Zauer (Sauer)
- 1575-1586: Ulrich IV Köllin
- 1586-1589: Georg III
- 1589-1594; Dominicus Steichele
- 1594-1608: Sebastian Faber
- 1608-1626: Johan VII Beck
- 1626-1637: Jakob Mosbach
- 1637-1667: Georg IV Müller
- 1667-1674: Benedikt Hein
- 1675-1681: Hieronymus Winter
- 1681-1696: Elias Götz
- 1696-1698: Judas Thadeus Mayr
- 1698-1723: Roger van Röltz (Rogerius I. Röls)
- 1723-1739: Rogerius II Friesl
- 1739-1771: Celestijn I Meermols
- 1771-1783: Celestijn II Angelsbrucker
- 1783-1802: Franz Xaver Müller